# Saint-Léopardin-d'Augy
Saint-Léopardin-d'Augy és un municipi francès, situat al departament de l'Alier i a la regió d'Alvèrnia-Roine-Alps. L'any 2007 tenia 359 habitants.

## Demografia

### Població
El 2007 la població de fet de Saint-Léopardin-d'Augy era de 359 persones. Hi havia 160 famílies de les quals 52 eren unipersonals (20 homes vivint sols i 32 dones vivint soles), 68 parelles sense fills, 36 parelles amb fills i 4 famílies monoparentals amb fills.
La població ha evolucionat segons el següent gràfic:
Habitants censats

### Habitatges
El 2007 hi havia 221 habitatges, 160 eren l'habitatge principal de la família, 34 eren segones residències i 27 estaven desocupats. 214 eren cases i 7 eren apartaments. Dels 160 habitatges principals, 116 estaven ocupats pels seus propietaris, 40 estaven llogats i ocupats pels llogaters i 4 estaven cedits a títol gratuït; 3 tenien una cambra, 8 en tenien dues, 27 en tenien tres, 66 en tenien quatre i 57 en tenien cinc o més. 139 habitatges disposaven pel capbaix d'una plaça de pàrquing. A 60 habitatges hi havia un automòbil i a 80 n'hi havia dos o més.

### Piràmide de població
La piràmide de població per edats i sexe el 2009 era:
| Homes | Edats   | Dones |
| ----- | ------- | ----- |
| 0     | 95 o +  | 4     |
| 0     | 90 a 94 | 0     |
| 4     | 85 a 89 | 0     |
| 4     | 80 a 84 | 0     |
| 4     | 75 a 79 | 4     |
| 20    | 70 a 74 | 0     |
| 4     | 65 a 69 | 16    |
| 16    | 60 a 64 | 12    |
| 12    | 55 a 59 | 4     |
| 24    | 50 a 54 | 16    |
| 4     | 45 a 49 | 8     |
| 8     | 40 a 44 | 16    |
| 12    | 35 a 39 | 16    |
| 12    | 30 a 34 | 4     |
| 12    | 25 a 29 | 8     |
| 8     | 20 a 24 | 4     |
| 20    | 15 a 19 | 4     |
| 16    | 10 a 14 | 4     |
| 8     | 5 a 9   | 12    |
| 0     | 0 a 4   | 4     |

## Economia
El 2007 la població en edat de treballar era de 223 persones, 145 eren actives i 78 eren inactives. De les 145 persones actives 134 estaven ocupades (71 homes i 63 dones) i 11 estaven aturades (7 homes i 4 dones). De les 78 persones inactives 30 estaven jubilades, 25 estaven estudiant i 23 estaven classificades com a «altres inactius».

### Ingressos
El 2009 a Saint-Léopardin-d'Augy hi havia 164 unitats fiscals que integraven 358 persones, la mediana anual d'ingressos fiscals per persona era de 14.674 €.

### Activitats econòmiques
Dels 11 establiments que hi havia el 2007, 1 era d'una empresa de fabricació d'altres productes industrials, 1 d'una empresa de construcció, 2 d'empreses de comerç i reparació d'automòbils, 1 d'una empresa de transport, 2 d'empreses d'hostatgeria i restauració, 2 d'empreses de serveis, 1 d'una entitat de l'administració pública i 1 d'una empresa classificada com a «altres activitats de serveis».
Dels 3 establiments de servei als particulars que hi havia el 2009, 1 era una oficina de correu, 1 paleta i 1 lampisteria.
L'únic establiment comercial que hi havia el 2009 era una botiga de menys de 120 m².
L'any 2000 a Saint-Léopardin-d'Augy hi havia 33 explotacions agrícoles que ocupaven un total de 2.413 hectàrees.

## Equipaments sanitaris i escolars
El 2009 hi havia una escola elemental integrada dins d'un grup escolar amb les comunes properes formant una escola dispersa.

## Poblacions més properes
El següent diagrama mostra les poblacions més properes.